# 아오모리현립 아오모리 고등학교
아오모리현립 아오모리 고등학교 (青森県立青森高等学校, Aomori Kenritsu Aomori Kōtō Gakkō)는 일본 아오모리현 아오모리시에 있는 고등학교이다.

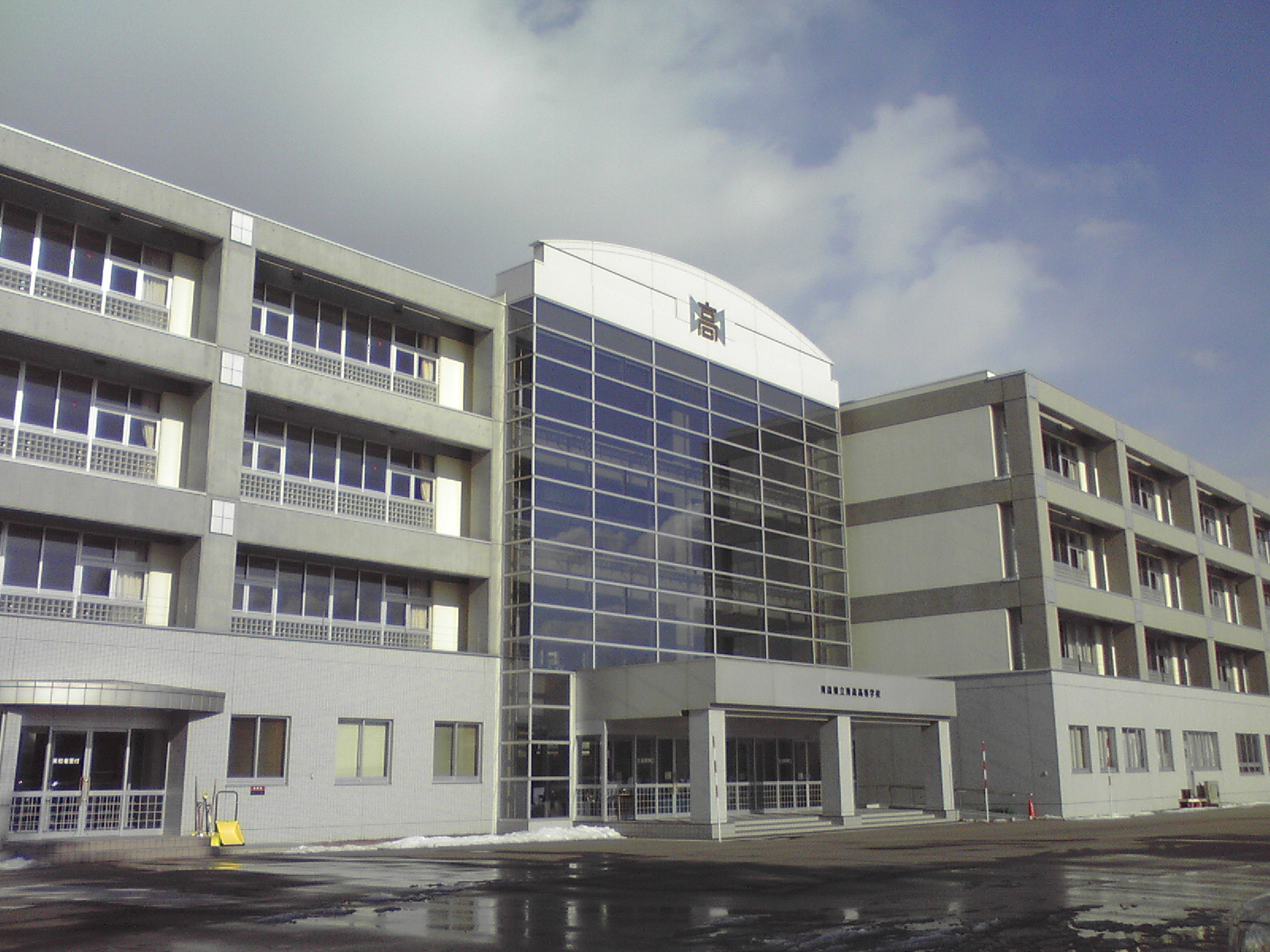

원래 아오모리현립 제3중학교 (青森県立第三中学校, Aomori Kenritsu Daisan Chūgakkō)라는 이름의 중학교였으며, 1900년 9월 11일에 설립되었다.
히로사키의 아오모리현립 제1중학교와 하치노헤의 아오모리현립 제2중학교는 각각 아오모리현립 히로사키 고등학교와 아오모리현립 하치노헤 고등학교로 이름이 변경되었다. 아오모리시의 아오모리현립 제3중학교 역시 아오모리현립 아오모리 고등학교로 이름이 변경되었다.
이 학교는 나중에 핫코다산 조난사고에 연루된 제5보병연대 제2대대가 주둔했던 옛 군사 주둔지 부지로 이전했다. 1902년 사고에서는 겨울 훈련 중인 210명의 병사 중 199명이 사망했다.
2000년에 학교 이사장 중 한 명이 학교 100주년 기금에서 3천 4백만 엔을 횡령했다.

## 저명한 동문
- 아보 토루, 면역학자[c]
- 아와야 노리코, 가수[4][b]
- 다자이 오사무, 작가[5]
- 이가야 지하루, 전 알파인 스키 선수[6]
- 이이다 미카, 은퇴한 프로레슬러[c]
- 가토 도모히로, 연쇄 살인범[7]
- 키타바타케 야오, 시인 및 아동 문학 작가[4][b]
- 마미야 미치오, 작곡가[6]
- 미우라 게이조, 스키 선수 및 산악 사진작가[4]
- 미우라 유이치로, 스키 선수 및 등산가[8][c]
- 무라카미 데루오, 전 탁구 선수[8][c]
- 나라오카 코다이, 배드민턴 선수
- 나리타 토오루, 시각 예술가[a]
- 오야나기 킨야, 은퇴한 프로레슬러[c]
- 사와다 교이치, 사진작가[9][c]
- 시부타니 고로, 전 탁구 선수[8][c]
- 다카기 아키미쓰, 작가[10]
- 다무라 마사키, 영화 촬영기사[8][c]
- 다나카 도시후미, 정치인 및 초대 홋카이도 지사[10]
- 데라야마 슈지, 작가[11][c]

### 내용주
- ^a 는 아오모리 고등학교(통합 전) 졸업생을 의미
- ^b 는 아오모리 여고 졸업생을 의미
- ^c 는 아오모리 고등학교(통합 후) 졸업생을 의미

### 참고 문헌
- Kanazawa, Shigeru (1988).  母校賛歌 青森高校物語 [모교 찬가 아오모리 고등학교 이야기] (일본어) 1판. Hokkashinsha.